# Noel Madison
Noel Madison (* 30. April 1897 in New York City als Noel Nathaniel Moscivitch; † 6. Januar 1975 in Fort Lauderdale, Florida) war ein US-amerikanischer Schauspieler und Kurzfilm-Regisseur, der vor allem in Nebenrollen als Gangster in Erscheinung trat.

## Leben und Karriere
Noel Madison, gebürtig Noel Nathaniel Moscivitch, wuchs als Sohn des jüdischen Schauspielers Maurice Moscovitch in New York auf. Nach seinem Studium, unter anderem an der Universität Lausanne, begann er seine Schauspielkarriere an britischen Bühnen. Er kehrte in die Vereinigten Staaten zurück und arbeitete in den 1920er-Jahren als Schauspieler und Regisseur am Broadway. Ab 1930 war Madison als Schauspieler in Hollywood-Filmen zu sehen, wo er meist in Nebenrollen als eloquenter Gangster auftrat, beispielsweise in The Doorway to Hell (1930) und Der FBI-Agent (1935) an der Seite von James Cagney. In den Laurel-und-Hardy-Filmen Die Doppelgänger (1936) und Die Wunderpille (1943) bildete er mit seinen Darstellungen von eleganten Gangstern einen Wiederpart zum Komikerduo.
Ab 1937 durfte Madison in drei britischen Musicalfilmen neben Jessie Matthews auch durchaus andere Rollen spielen, doch in Hollywood blieb er auf Gangstercharaktere festgelegt. Mit Beginn des Zweiten Weltkrieges trat er in vielen Propagandafilmen auf, oft als deutscher oder japanischer Schurke. In den 1940er-Jahren zog Madison sich zusehends von der Filmschauspielerei zurück und führte noch Regie bei drei musikalischen Kurzfilmen, von denen Bombalera (1945) sogar für einen Oscar nominiert wurde. Zuletzt spielte er 1948 im Kriminaldrama The Gentleman from Nowhere neben Warner Baxter. Insgesamt war er seit 1930 in rund 75 Kinofilmen zu sehen. Anschließend kehrte Madison wieder zur Bühne zurück, wo er im Kontrast zu seinen Filmrollen meist kultivierte Upper-Class-Rollen spielte.
Von 1926 bis zu seinem Tod war er mit Marjorie Joyce Nathan verheiratet, sie hatten einen Sohn. Madison war Gründungsmitglied der Screen Actors Guild.

## Filmografie (Auswahl)
Als Schauspieler
- 1930: Sinners’ Holiday
- 1931: Der kleine Cäsar (Little Caesar)
- 1930: The Doorway to Hell
- 1932: Symphony of Six Million
- 1932: The Last Mile
- 1932: Me and My Gal
- 1932: Der Mann mit dem Beil (The Hatchet Man)
- 1933: Destination Unknown
- 1934: Die Rothschilds (The House of Rothschilds)
- 1934: Millionäre bevorzugt (The Girl from Missouri)
- 1934: Mord in Manhattan (Manhattan Melodrama)
- 1934: Harold Lloyd, der Strohmann (The Cat’s Paw)
- 1935: Der FBI-Agent (‘G’ Men)
- 1935: Der Polizeibericht meldet … (Woman Wanted)
- 1935: The Pace That Kills
- 1936: Laurel und Hardy – Die Doppelgänger (Our Relations)
- 1938: Kate Plus Ten
- 1939: City in Darkness
- 1941: Mr. X auf Abwegen (Footsteps in the Dark)
- 1942: Bombs Over Burma
- 1943: The Black Raven
- 1943: Laurel und Hardy – Die Wunderpille (Jitterbugs)
- 1948: The Gentleman from Nowhere

Als Regisseur
- 1944: Halfway to Heaven (Kurzfilm)
- 1945: Bombalera (Kurzfilm)
- 1945: Boogie Woogie (Kurzfilm)

sonstige Funktionen
- 1948: Abenteuer auf Sizilien (Adventures of Casanova) (Produktionsassistent)